# رؤية ضخامية
الرؤية الضخامية هي حالة عصبية تؤثر على الإدراك البصري للإنسان، حيث تظهر الأشياء الموجودة داخل الجزء المصاب من المدى البصري أكبر من الطبيعي، مما يجعل الشخص يشعر بأنه أصغر مما هو عليه في الواقع. يمكن تصنيف الرؤية الضخامية، جنبًا إلى جنب مع الحالة المعاكسة، رؤية مستصغرة، ضمن حالة خلل التقدير البصري.
ترتبط حالة الرؤية الضخامية بظروف أخرى تتعامل مع البصر، مثل تفاوت الصورة في العينين ومتلازمة أليس في بلاد العجائب، المعروفة أيضًا باسم متلازمة تود). هناك أيضاً مجموعة واسعة من الأسباب، من الوصفات الطبية والأدوية غير المشروعة، إلى الصداع النصفي و (نادرًا) الصرع الجزئي المعقد، وحالات الشبكية المختلفة، مثل الغشاء فوق الشبكي. من الناحية الفسيولوجية، تنتج الرؤية الضخامية الشبكية عن ضغط المخاريط في العين. إنه ضغط توزيع المستقبلات الذي ينتج عنه تحفيز أكبر وبالتالي صورة مدركة أكبر للكائن.

## العلامات والأعراض
تشمل أعراض الرؤية الضخامية الأكثر وضوحًا وجود بعض الأشياء المتضخمة بشكل استثنائي في جميع أنحاء المجال البصري. على سبيل المثال، قد ترى فتاة صغيرة كتب أختها بنفس حجم أختها. يترتب على ذلك شعور الشخص المصاب بالرؤية الضخامية بصغر حجمه مقارنةً بالحجم الطبيعي للبيئة المحيطة به. أفاد المرضى المصابون بالرؤية الضخامية أيضًا بانقطاع الوظيفة السمعية قبل بدء الهلوسة البصرية، ما يشير إلى حدوث نوبة محتملة قبل الهلوسة أو بعدها. أبلغ المصابون أيضًا عن صوت طنين في الأذنين قبل تطور الرؤية الضخامية مباشرة. زعم بعض المرضى قدرتهم على تخفيف الأعراض عند محاولة لمس الشيء الذي يبدو حجمه ضخمًا. مع ذلك، تجدر الملاحظة إلى بقاء المرضى صاحين ويقظين خلال النوبات، ما يمكنهم من تذكر التفاصيل الدقيقة. قد لا يعاني الشخص المصاب بالرؤية الضخامية من أي حالة نفسية. تميل الأعراض الناشئة كيميائيًا بواسطة مجموعة من المخدرات مثل المرجوانا، والفطر السحري والكوكايين إلى الزوال بعد خروج المركب الكيميائي من الجسم. غالبًا ما يتعافى الأشخاص المصابون بالرؤية الضخامية، الناشئة كأحد أعراض الإصابة بفيروس، بشكل تام ويستعيدون رؤيتهم الطبيعية.
قد يصيب خلل تقدير الحجم إحدى العينين، كما في حالة تفاوت الصورتين، إذ يتظاهر بأعراض مثل الصداع، أو وهن البصر، أو صعوبات القراءة، أو مشاكل إدراك العمق أو ازدواج الرؤية. قد يسبب هذا التشوه البصري صورًا غير مترابطة غير قادرة على تحفيز مناطق الشبكية المتناظرة بشكل متزامن، ما يؤدي إلى تعطيل دمج الصور. في حال فشل كبح إحدى أعراض الصور من التجسيم الضعيف، قد يحدث ازدواج الرؤية والتنافس المفرط للعينين.

### التأثيرات النفسية
توجد مجموعة واسعة من التأثيرات النفسية والشعورية التي قد يعاني الفرد المصاب بالرؤية الضخامية منها. أفادت إحدى النظريات المنافسة بإمكانية اعتبار الرؤية الضخامية ظاهرة مرضية نفسية بالكامل دون وجود أي عجز بنيوي أو سبب حاسم. قد يختبر المريض أو المريضة حالة غضب أو انفعال، أو على العكس، حالة ابتهاج. تشير بعض الأدلة إلى قدرة الأشخاص المصابين بمتلازمة أليس في بلاد العجائب وما يرافقها من رؤية ضخامية على تذكر تجاربهم بتفاصيل دقيقة. قد لا يوجد أي دليل على حدوث اضطراب نفسي، ولا توجد حاجة بالتالي للعلاج النفسي. تنشأ الحالات النفسية غالبًا عن الرؤية الضخامية، لكن يوجد إجماع عام على عدم نشوء الرؤية الضخامية من هذه الحالات. قد يختبر المصابون قلقًا شديدًا أثناء النوبات وبعدها على حد سواء، إذ يعود ذلك إلى الطبيعة الغامرة لهذا التشوه في المجال البصري. نظرًا إلى الخوف والقلق المرتبطين مع هذه الحالة، يتردد الأشخاص الذين اختبروا نوبة في السابق عند محاولة تذكر النوبة، على الرغم من قدرتهم على فعل ذلك. من الناحية النفسية، قد يشعر المصاب بالرؤية الضخامية بالانفصال والانفصام عن العالم الخارجي وحتى عن أفراد العائلة المقربين. لُوحظ شعور الانفصام هذا في أغلب الحالات لدى الأطفال والمراهقين. قد يشعر المريض بأنه في منافسة غير عادلة ضد قوى عدوانية ومعادية نتيجة الطبيعة العملاقة للبيئة المحيطة. عادةً ما يعبر المريض شفهيًا عن دفاعه ضد هذه القوى. قد يظهر المريض على نحو زائف شخصية مندفعة أو منطلقة، على الرغم من بقاء خوفه من الناس داخليًا. قد يحاول المريض، في محاولة منه لموازنة تشوه الحجم، جعل الآخرين يشعرون بصغر الحجم عبر إهانتهم أو إظهار العدوانية اتجاههم. يزداد الأثر النفسي للرؤية الضخامية لدى الأشخاص الذين عانوا من الحالة لفترة طويلة وأُصيبوا بها منذ الطفولة، وقد يؤدي إلى عجز شديد في الأنا. تتمثل إحدى التفسيرات البديلة للحالة في اعتبار الرؤية الضخامية استجابة للتقلص الفيزيولوجي الحيوي دون وجود أي جذور نفسية لها. بالنتيجة، يتغلب المريض على هذا التقلص الفيزيولوجي عند محاولته لمس الشيء المتضخم. مع ذلك، تخضع هذه النظرية لكثير من التدقيق.